# Шамборне-ле-Бельво
Шамборне́-ле-Бельво́ (фр. Chambornay-lès-Bellevaux) — коммуна во Франции, находится в регионе Франш-Конте. Департамент — Верхняя Сона. Входит в состав кантона Рьоз. Округ коммуны — Везуль.
Код INSEE коммуны — 70118.

## География

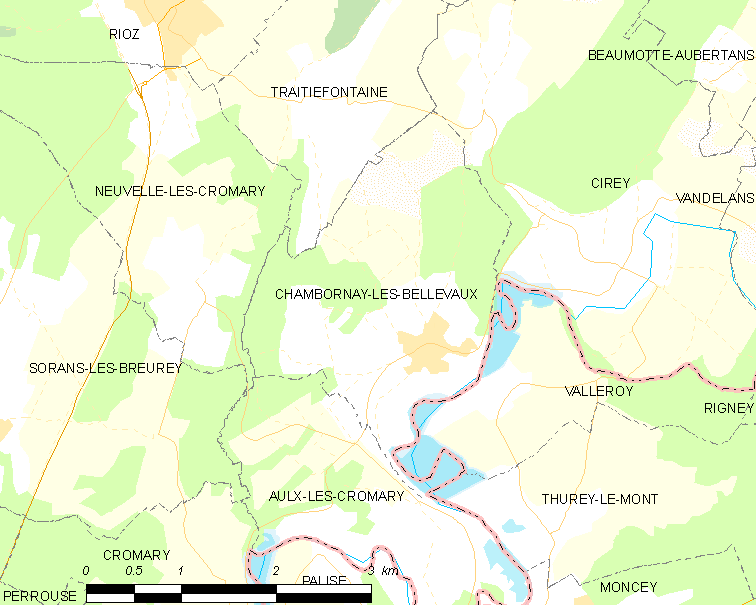
Карта коммуны

Коммуна расположена приблизительно в 330 км к юго-востоку от Парижа, в 18 км севернее Безансона, в 26 км к югу от Везуля.
Коммуна расположена в долине реки Оньон.

## Население
Население коммуны на 2010 год составляло 162 человека.
| 1962 | 1968 | 1975 | 1982 | 1990 | 1999 | 2010 |
| ---- | ---- | ---- | ---- | ---- | ---- | ---- |
| 109  | 101  | 99   | 110  | 116  | 143  | 162  |

## Администрация
| Период | Период | Фамилия         | Партия | Примечания |
| ------ | ------ | --------------- | ------ | ---------- |
| 1975   | 1995   | Даниэль Жанюэль |        |            |
| 1995   | 2014   | Бернар Грожан   |        |            |

## Экономика
В 2010 году среди 99 человек трудоспособного возраста (15—64 лет) 75 были экономически активными, 24 — неактивными (показатель активности — 75,8 %, в 1999 году было 69,0 %). Из 75 активных жителей работали 71 человек (36 мужчин и 35 женщин), безработных было 4 (2 мужчины и 2 женщины). Среди 24 неактивных 6 человек были учениками или студентами, 12 — пенсионерами, 6 были неактивными по другим причинам.

## Достопримечательности
- Часовня Св. Иустина (XII век). Исторический памятник с 2003 года[3]